# 比于库尔
比于库尔（法語：Bihucourt，法語發音：[bi.ykuʁ]）是法国上法蘭西大區加来海峡省的一个市镇，属于阿拉斯区。

## 地理
比于库尔（50°7'34"N, 2°47'59"E）面积4.67 平方千米，位于法国上法蘭西大區加来海峡省，该省份为法国北部沿海省份，西北濒北海，南至索姆省，东临北部省。
与比于库尔接壤的市镇（或旧市镇、城区）包括：戈米耶库尔、大阿谢、贝阿尼、比耶夫维莱尔莱巴波姆、格雷维莱。

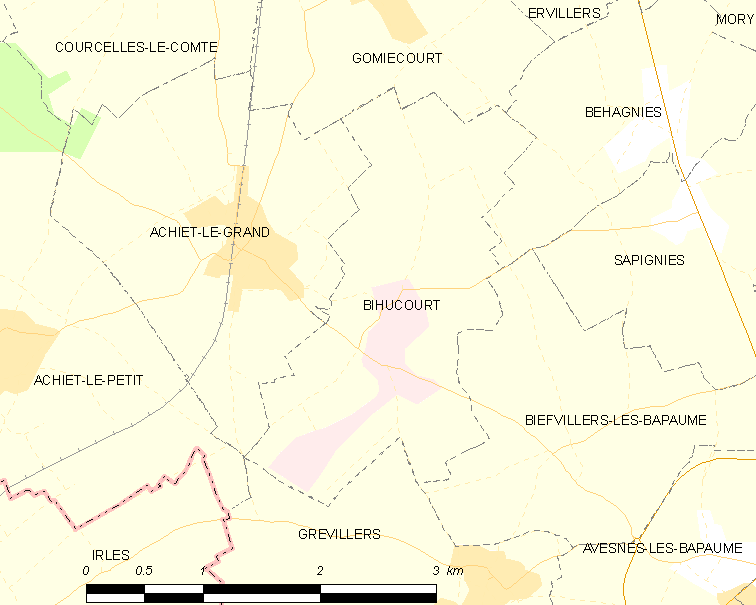
比于库尔的OSM定位图

比于库尔的时区为UTC+01:00、UTC+02:00（夏令时）。

## 行政
比于库尔的邮政编码为62121，INSEE市镇编码为62131。

## 政治
比于库尔所属的省级选区为巴波姆县。

## 人口

1962-2008年间比于库尔人口变化图示

比于库尔于2022年1月1日时的人口数量为310人。